# ماني سميث
ماني سميث (بالإنجليزية: Manny Smith)‏ (8 نوفمبر 1988 ببرمنغهام في المملكة المتحدة - ) هو لاعب كرة قدم بريطاني في مركز الدفاع. لعب مع نادي ريكسهام ونادي والسول ونوتس كاونتي وHalesowen Town F.C. ‏.

## وصلات خارجية
- ماني سميث على موقع قاعدة بيانات كرة القدم.إي يو (الإنجليزية)
- ماني سميث على موقع Soccerbase.com (لاعب) (الإنجليزية)
- ماني سميث على موقع Soccerway.com (الإنجليزية)